# Федоров Анатолій Васильович
Анатолій Васильович Федоров (7 серпня 1927, Одеса — 30 травня 2007) — радянський, український актор і режисер-документаліст. Лауреат Республіканської премії ім. Я. Галана (1974). Заслужений діяч мистецтв УРСР (1978). У творчості А. Федорова яскраво проявились радянські ідеологічні штампи того часу про «буржуазних націоналістів» — «одвічних ворогів українського народу», «одвічну дружбу з братнім російським народом», «епохальні звершення комуністичного будівництва» та інші.

## Життєпис
Народився 7 серпня 1927 р. Закінчив акторський факультет Київського державного інституту театрального мистецтва ім. І. Карпенка-Карого (1951).
Був актором Львівського театру ім. М. Горького (1951—1953), актором, редактором і режисером «Укрконцерту» (1954—1965).
З 1965 р. — режисер «Укркінохроніки».
Член Національної спілки кінематографістів України.
Помер на 80-му році життя 30 травня 2007 року.

## Фільмографія
Створив стрічки:
- «Сто днів за океаном» (1966, у співавт. з В. Неберою), «Здрастуй, Диканька!» (1967), «Від того часу, як пам'ятає історія», «Ярослав Галан» (1969), «Дружба» (1970), «Троянський кінь», «Упирі» (1971), «Останні сторінки» (1972, Республіканська премія ім. Я.Галана, 1974), «Ракошинські ескізи», «Пластичні рими» (1972), «Битва за Київ» (у співавт.), «Слуги Єгови» (1974), «Злодіяння» (1975), «Марійчина доля» (1976, співавт. сцен.), «Ярослав Галан. Все життя бій» (Диплом VI Всесоюзного кінофестивалю, Кишинів, 1977), «Хліб України. Рік 1977» (1977), «Три обличчя Пітера Ментена» (1978), «Сірія. Час звершень і сподівань» (1978, співавт. сцен.), «Хто ви, містер Климчук?» (1979, співавт. сцен., Диплом Всесоюзного огляду політичного фільму, Львів, 1979), «Радянська Львівщина» (1979, авт. сцен., Диплом Всесоюзного огляду політичного телефільму, Львів, 1979), «Гірке відлуння» (1979), «Партійний підхід» (1981), «Картелюй» (1981), «Квіти Світлани Семенюк» (1982), «Ранок республіки» (1983), «Поле нашої пам'яті» (1991, авт. сцен, і реж.), «Україна — морська держава» (1993).